# Олимпийский овал Альбервиля
Олимпийский овал Альбервиля (фр. L'anneau de vitesse Albertville) — открытый конькобежный каток в Альбервиле (Франция). В 1992 году здесь проходили соревнования по конькобежному спорту XVI зимних Олимпийских игр. На момент проведения Олимпийских игр 2014 в Сочи, это был последний раз, когда соревнования по конькобежному спорту проходили вне помещения.
Трибуны Олимпийского овала Альбервиля рассчитаны на 1800 мест, во время олимпиады были установлены дополнительные, и вместимость увеличилась до 10000 зрителей. В связи с отсутствием культуры конькобежного спорта во Франции, каток был закрыт 30 июня 1992 года, а арена переоборудована для проведения спортивных мероприятий по лёгкой атлетике и футболу.

## Рекорды катка
| Мужчины   | Мужчины  | Мужчины        | Мужчины    |
| Дистанция | Время    | Конькобежец    | Дата       |
| --------- | -------- | -------------- | ---------- |
| 500 м     | 37,14    | Уве-Йенс Май   | 15.02.1992 |
| 1000 м    | 1.14,85  | Олаф Цинке     | 18.02.1992 |
| 1500 м    | 1.54,81  | Юхан Улаф Косс | 16.02.1992 |
| 5000 м    | 6.51,36  | Юхан Улаф Косс | 17.02.1992 |
| 10000 м   | 14.12,12 | Барт Фельдкамп | 20.02.1992 |

| Женщины   | Женщины | Женщины       | Женщины    |
| Дистанция | Время   | Конькобежка   | Дата       |
| --------- | ------- | ------------- | ---------- |
| 500 м     | 40,33   | Бонни Блейр   | 09.02.1992 |
| 1000 м    | 1.21,90 | Бонни Блейр   | 10.02.1992 |
| 1500 м    | 2.05,87 | Жаклин Бёрнер | 12.02.1992 |
| 3000 м    | 4.19,90 | Гунда Ниманн  | 14.02.1992 |
| 5000 м    | 7.31,57 | Гунда Ниманн  | 17.02.1992 |